# 國朝獻徵錄
《國朝獻徵錄》，明朝焦竑著，共一百二十卷。
《國朝獻徵錄》紀事上始於洪武，下至嘉靖，凡十二朝，收錄各種神道碑、墓志铭、行状、方志等，並以宗室戚畹、勛爵、内阁、六卿等官職分類，於民間則以孝子、义人、儒林、艺苑、隐佚、寺人、释道、胜国群雄、四夷等目分類，全书共收3526人传记。《國朝獻徵錄》受到万斯同的高度评价：“搜采最广，自大臣以至郡邑吏，莫不有传。……可备国史之采择者，惟此而已。”黄宗羲回忆其父入狱前，一再嘱咐：“学者最要紧是通知史事，可读《献徵录》。”但該書多取自墓誌，“率多溢美之词”。
乾隆年間，于敏中、錢汝誠等主編《明史考證》，多依據《獻徵錄》參校《明史》。光绪年間，户部侍郎王颂蔚入值军机處，得见《明史考證》残本，並将其整理成《明史考证攟逸》四十二卷，1916年收入《嘉业堂丛书》。